# جاذبه‌های گردشگری استان مرکزی
- آتشکده آتشکوه
- آتشکده خورهه
- بازار اراک
- حمام چهارفصل
- مسجد جامع ساوه
- سرچشمه محلات
- گلستان‌های محلات
- تپه تاریخی آوه
- حمام لکان
- حمام مصطفوی
- خانه سید روح‌الله خمینی
- روستای هزاوه
- سد پانزده خرداد
- سد الغدیر
- سراب عمارت
- سراب اسل ماهی
- غار آزادخان
- غار چال‌نخجیر
- قلعه مستوفی‌الممالک
- قلعه بابا خان
- مسجد سرخ
- قلعه دختر ساوه
- کاروانسرای دودهک
- مسجد جامع نراق
- مدرسه سپهدار
- مسجد شش‌ناو
- برج شیشه
- خانه حسن پور
- آب گرم محلات
- غار چال نخجیر
- عمارت امیر مفخم بختیاری
- خانه خاکباز
- کلیسای مسروپ
- بقعه پیر مرادآباد
- آب‌انبار بلور
- آرامگاه محمود حسابی
- تالاب میقان
- قلعه حاج وکیل
- قلعه قره سی لکان (خمین)
- کلیسای مسروپ
- کاروانسرای دودهک
- قلعه سالار محتشم
- بازار نراق
- مسجد سرخ
- بازار ساوه
- کاروانسرای باغ شیخ
- سراب پنجعلی
- سراب اسکان
- پیست اسکی شازند
- سراب عباس آباد
- میل میلونه
- یخچال نیم‌ور
- بند نیم‌ور
- قلعه جمشیدی
- پل دوآب
- تکیه زاغرم
- خانه میرزا هدایت‌الله وزیردفتری
- خانه معتمدالایاله
- خانه عبدالعظیم قریب
- خانه میرزاحسن آشتیانی
- قلعه خاندان بهادری
- شهر زیرزمینی ذلف آباد
- آب‌انبار حاج مهدی نراقی
- بقعه شاه قریب و شاه قلندر
- قلعه آردمین
- چشمه چپقلی
- تپه سرسختی